# Kościół św. Katarzyny w Golubiu-Dobrzyniu (Dobrzyń nad Drwęcą)
Kościół Świętej Katarzyny w Golubiu-Dobrzyniu – jeden z dwóch kościołów rzymskokatolickich w mieście Golub-Dobrzyń, w województwie kujawsko-pomorskim. Mieści się w dzielnicy Dobrzyń nad Drwęcą. Należy do dekanatu dobrzyńskiego nad Drwęcą diecezji płockiej. Mieści się przy Placu Tysiąclecia.

## Historia

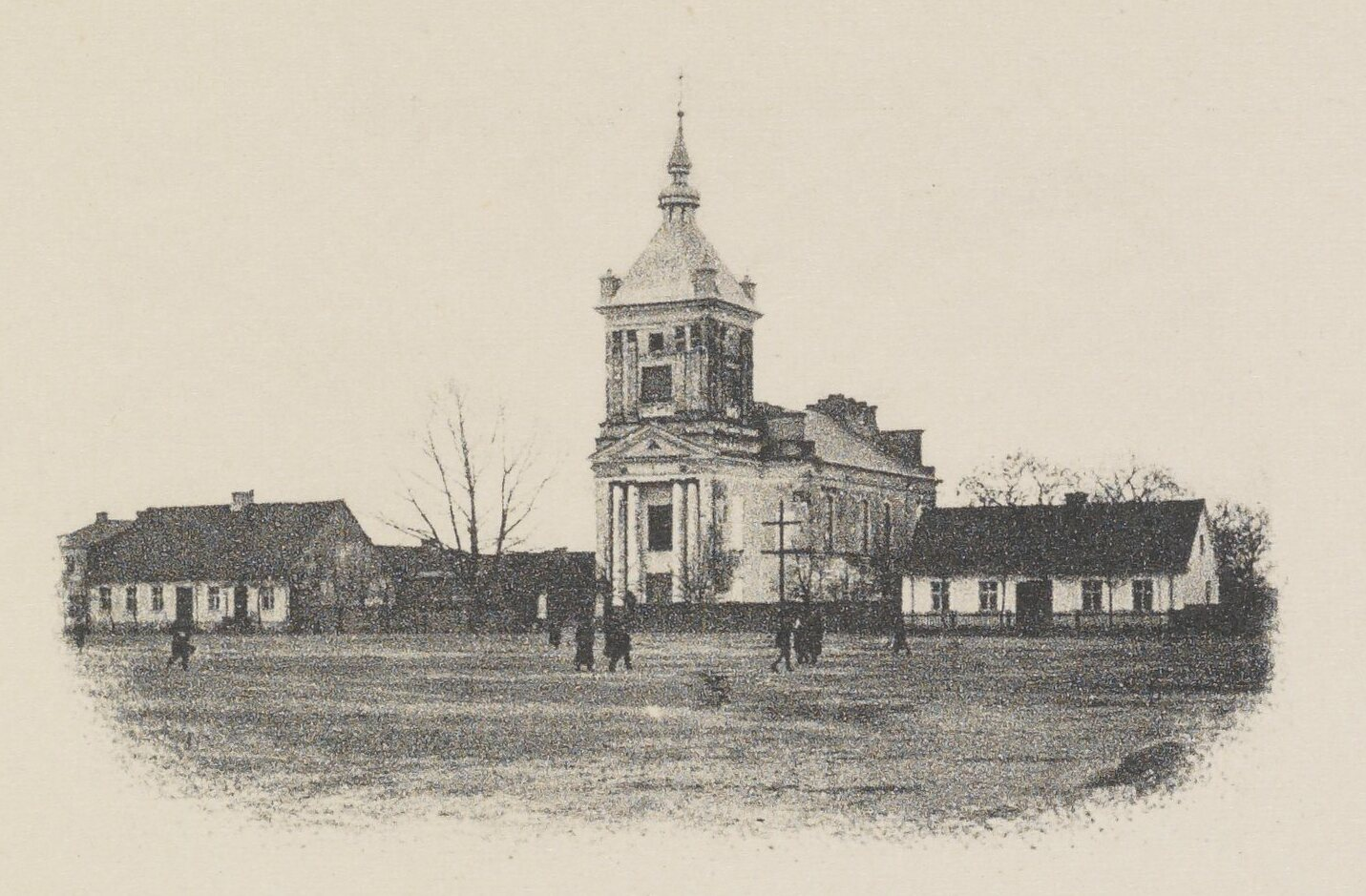
Widok kościoła przed 1908

W latach 1823–1827, dzięki materialnej pomocy właściciela pobliskiego majątku w Sokołowie, Antoniego Wybranieckiego (1781−1834), został zbudowany kościół. Został zbudowany jako budowla o jednej nawie w stylu klasycystycznym, początkowo bez wieży, która została dobudowana w 1886 roku. Od lat sześćdziesiątych XIX wieku mieszkał tu wikariusz parafii Wniebowzięcia Najświętszej Maryi Panny w Dulsku (do której Dobrzyń nad Drwęcą i sąsiadujące z nim wsie należały aż do 1909 roku). W latach osiemdziesiątych XIX stulecia została zbudowana istniejąca do dziś plebania. W 1909 roku biskup płocki Antoni Julian Nowowiejski (beatyfikowany przez Jana Pawła II w 1999 roku) erygował parafię, której pierwszym proboszczem został ks. Czesław Rogacki. W latach jego duszpasterzowania (1909–1932) została wykonana polichromia w kościele, zostały ufundowane stacje Drogi Krzyżowej, zostały zainstalowane dzwony i został zbudowany wikariat.

## Wyposażenie

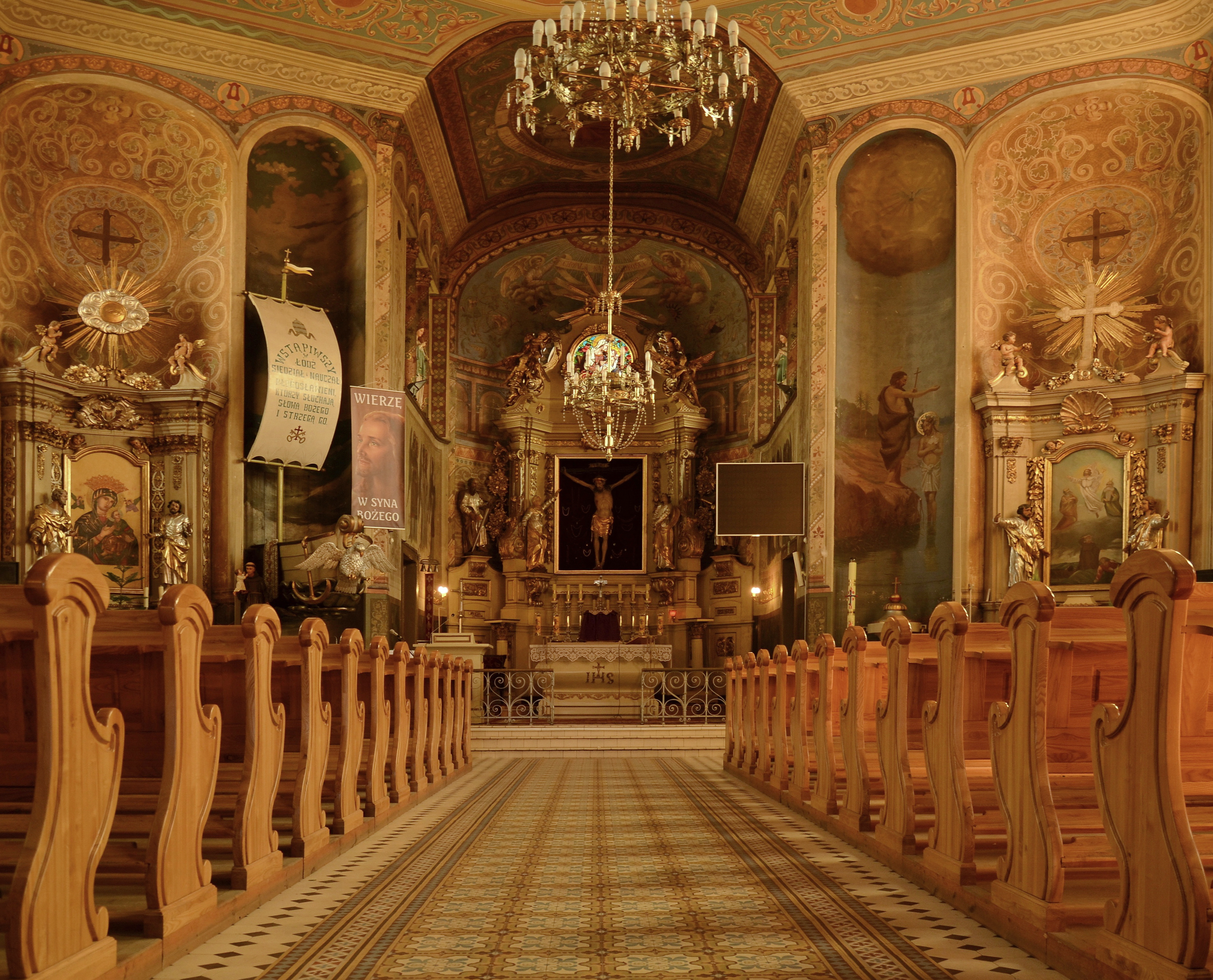
Wnętrze świątyni

W kościele zachowały się następujące zabytki:
- gotycki krzyż w głównym ołtarzu z XV wieku, wykonany w szkole pomorskiej
- główny ołtarz, ołtarze boczne, ambona (w formie łodzi) i chrzcielnica z końca XVII wieku z dawnego kościoła dominikanów w Toruniu, rozebranego przez władze pruskie na początku XIX wieku
- świeczniki i krzyż na głównym ołtarzu wykonane w Zakładzie Norblina w Warszawie około 1750 roku
- obraz św. Katarzyny Aleksandryjskiej (w głównym ołtarzu) namalowany przez Wojciecha Gersona – część ławek z początku XIX wieku, meble w zakrystii i konfesjonały z XIX wieku.
- drzwi wejściowe do świątyni z końca XIX wieku
- malatura świątyni (ściany boczne i sufit) z początku XX wieku
- stacje Drogi Krzyżowej z początku XX wieku[2].